# جام حذفی فوتبال ایران
جام حذفی فوتبال ایران نام مسابقات حذفی فوتبال در ایران است که تا پیش از انقلاب ۱۳۵۷ جام پهلوی نام داشت. این جام در بزرگداشت و یادبود آزادسازی خرمشهر با عنوان «یادوارهٔ آزادسازی خرمشهر» برگزار می‌شود، به همین مناسبت بازی پایانی این مسابقات از سال ۱۳۹۵ تا سال ۱۳۹۷ در ورزشگاه نفت و گاز اروندان شهر خرمشهر برگزار شد. باشگاه فوتبال استقلال با هشت قهرمانی بیشترین قهرمانی را دارا می‌باشد.
هم‌اکنون فدراسیون فوتبال ایران این جام را به صورت تک‌حذفی و تک‌بازی برگزار می‌کند و سهمیه مستقیم ایران در لیگ قهرمانان آسیا ۲ به قهرمان جام حذفی تعلق می‌گیرد. قهرمان جام حذفی، نمایندهٔ ایران در لیگ قهرمانان آسیا ۲ است و با برگزاری شش مسابقه هر تیمی می‌تواند به مسابقات آسیایی صعود کند.از سال ۱۳۵۵ تاکنون ۳۸ دوره از مسابقات جام حذفی برگزار شده است و ۱۵ تیم قهرمانی در این جام را تجربه کرده‌اند.

## پیشینه

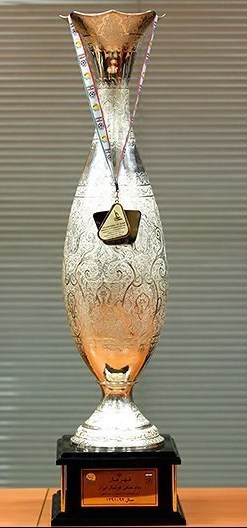
جام قهرمانی مسابقات از ۱۳۹۰ تا ۱۳۹۴

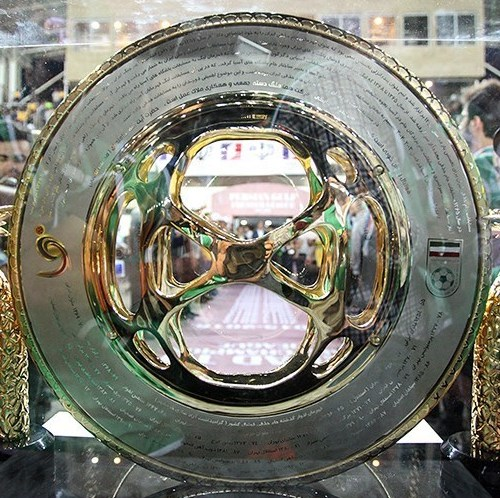
جام قهرمانی از ۱۳۹۵ به بعد

مسابقات جام حذفی ایران برای نخستین بار در سال ۱۳۵۵ برگزار شد. در ابتدا این رقابت‌ها به «جام پهلوی» معروف بود و پس از انقلاب ۱۳۵۷ با نام «جام حذفی» برگزار می‌شود. تیم ملوان بندرانزلی با برتری ۴−۱ برابر تراکتور تبریز در فینال جام حذفی ۱۳۵۵، نخستین عنوان قهرمانی جام حذفی ایران را به خود اختصاص داد.
تا پیش از انقلاب ۱۳۵۷ ایران یک دورهٔ دیگر از مسابقات حذفی به انجام رسید که با قهرمانی تاج تهران همراه بود. پس از آن به دلیل وقوع انقلاب اسلامی و آغاز جنگ ایران و عراق مسابقات جام حذفی ایران برای ۸ سال (از ۱۳۵۷ تا ۱۳۶۵) برگزار نشد.
در سال ۱۳۶۵ مسابقات جام حذفی دوباره از سر گرفته شد. از سال ۱۳۶۵ تا ۱۳۶۸ که لیگ سراسری فوتبال باشگاه‌های ایران وجود نداشت، جام حذفی تنها مسابقات سراسری و ملی ایران به‌شمار می‌رفت و قهرمان آن به مسابقات جام باشگاه‌های آسیا راه پیدا می‌کرد. با این حال پس از آغاز دوبارهٔ مسابقات لیگ سراسری در ایران و بنیان‌گذاری مسابقات جام برندگان جام آسیا توسط کنفدراسیون فوتبال آسیا در فصل ۹۱–۱۹۹۰، نحوهٔ مشخص شدن نمایندگان ایران در مسابقات آسیایی دگرگون شد؛ بدین ترتیب که قهرمان لیگ فوتبال ایران به قدیمی‌ترین و بالاترین سطح مسابقات جام قارهٔ آسیا با نام جام باشگاه‌های آسیا راه می‌یافت و قهرمان جام حذفی ایران راهی مسابقات جام برندگان جام آسیا می‌شد. ای‌اف‌سی در فصل ۲۰۰۳–۲۰۰۲، تصمیم به انحلال مسابقات جام برندگان جام آسیا و سوپر جام آسیا گرفت. در پی این تصمیم، قهرمان مسابقات جام حذفی به رقابت‌هایی با نام لیگ قهرمانان آسیا راه می‌یافت که ادامه مسابقات جام باشگاه‌های آسیا بود و همین موضوع، اهمیت ویژه‌ای را به مسابقات جام حذفی بخشید. با تصمیم ای‌اف‌سی در فصل ۲۵–۲۰۲۴، قالب مسابقات تغییر کرد و مسابقات در سه سطح برگزار می‌شود؛ از این پس قهرمان و نایب قهرمان لیگ فوتبال ایران به بالاترین سطح مسابقات جام قارهٔ آسیا با نام لیگ نخبگان آسیا راه می‌یابند به دلیل کاهش سهمیه ایران تا فصل ۲۷–۲۰۲۶ سهمیه پلی‌آف ایران در لیگ نخبگان آسیا به نایب قهرمان لیگ برتر ایران تعلق می‌گیرد و قهرمان جام حذفی ایران، نمایندهٔ ایران در لیگ قهرمانان آسیا ۲ خواهد بود.

## آمار تماشاگران
| #  | تیم میزبان | نتیجه | تیم مهمان      | ورزشگاه       | تعداد تماشاگر |
| ۱  | استقلال    | ۳–۱   | پگاه گیلان     | ورزشگاه آزادی | ۱۰۰/۰۰۰       |
| ۲  | استقلال    | ۰–۰   | سپاهان         | ورزشگاه آزادی | ۹۰/۰۰۰        |
| ۳  | استقلال    | ۰–۳   | پرسپولیس       | ورزشگاه آزادی | ۸۸/۰۰۰        |
| ۴  | پرسپولیس   | ۲–۲   | سپاهان         | ورزشگاه آزادی | ۸۷/۰۰۰        |
| ۵  | استقلال    | ۰–۲   | سپاهان         | ورزشگاه آزادی | ۸۷/۰۰۰        |
| ۶  | پرسپولیس   | ۳–۴   | ملوان          | ورزشگاه آزادی | ۸۲/۰۰۰        |
| ۷  | استقلال    | ۱–۲   | تراکتور        | ورزشگاه آزادی | ۶۸/۰۰۰        |
| ۸  | پرسپولیس   | ۱–۱   | سپاهان         | ورزشگاه آزادی | ۶۵/۰۰۰        |
| ۹  | استقلال    | ۱–۱   | سپاهان         | ورزشگاه آزادی | ۶۰/۰۰۰        |
| ۱۰ | نساجی      | ۱–۰   | آلومینیوم اراک | ورزشگاه آزادی | ۵۵/۰۰۰        |
| -- | ---------- | ----- | -------------- | ------------- | ------------- |

## دوره‌های جام حذفی
جدول زیر نشان دهنده دوره‌های برگزار شده جام حذفی به همراه تعداد تیم‌های حاضر در هر دوره، قهرمان آن دوره و تاریخ‌های آغاز و پایان هر دوره است. در بسیاری از دوره‌های جام حذفی بازی‌های فینال به صورت رفت و برگشتی انجام شد، در آن دوره‌های تاریخ پایان جام حذفی، تاریخ بازی برگشت فینال در نظر گرفته شده است.
| دوره | فصل     | تاریخ برگزاری   | تاریخ برگزاری    | تعداد تیم‌های راه یافته | مرحله‌ها           | تعداد مسابقات | قهرمان            | نایب قهرمان       | منبع   |
| دوره | فصل     | آغاز مرحله نخست | فینال            | تعداد تیم‌های راه یافته | مرحله‌ها           | تعداد مسابقات | قهرمان            | نایب قهرمان       | منبع   |
| ---- | ------- | --------------- | ---------------- | ---------------------- | ----------------- | ------------- | ----------------- | ----------------- | ------ |
| ۱    | ۱۳۵۵    | ۲۶ فروردین ۱۳۵۵ | ۳ دی ۱۳۵۵        | ۳۲                     | ۵                 | ۳۱            | ملوان بندرانزلی   | تراکتورسازی تبریز | [ ۱۱ ] |
| ۲    | ۵۷–۱۳۵۶ | ۱۳ آبان ۱۳۵۶    | ۱۲ تیر ۱۳۵۷      | ۳۲                     | ۵                 | ۳۱            | تاج تهران         | هما تهران         |        |
| ۳    | ۱۳۶۵    | ۱۳۶۵            | ۱۳۶۶             |                        |                   |               | ملوان بندرانزلی   | خیبر خرم‌آباد      |        |
| ۴    | ۱۳۶۶    | ۱۳۶۶            | ۱۳۶۷             | پرسپولیس تهران         | ملوان بندرانزلی   |               |                   |                   |        |
| ۵    | ۱۳۶۷−۶۸ | ۱۳۶۷            | ۱۳۶۸             | شاهین اهواز            | ملوان بندرانزلی   |               |                   |                   |        |
| ۶    | ۱۳۶۹    | ۱۳۶۹            | ۲۶ اسفند ۱۳۶۹    | ملوان بندرانزلی        | استقلال تهران     |               |                   |                   |        |
| ۷    | ۱۳۷۰−۷۱ | ۱۳۷۰            | ۱۳۷۱             | پرسپولیس تهران         | ملوان بندرانزلی   |               |                   |                   |        |
| ۸    | ۱۳۷۲    | ۱۳۷۲            | ۱۳۷۳             | سایپا تهران            | جنوب اهواز        |               |                   |                   |        |
| ۹    | ۱۳۷۳    | ۱۳۷۳            | ۱۳۷۴             | بهمن                   | تراکتورسازی تبریز |               |                   |                   |        |
| ۱۰   | ۱۳۷۴−۷۵ | ۱۳۷۴            | ۱۸ تیر ۱۳۷۵      | استقلال تهران          | برق شیراز         |               |                   |                   |        |
| ۱۱   | ۱۳۷۵−۷۶ | ۳ خرداد ۱۳۷۵    | ۲۹ شهریور ۱۳۷۶   | برق شیراز              | بهمن کرج          | [ ۱۲ ]        |                   |                   |        |
| ۱۲   | ۱۳۷۷−۷۸ | ۱۳۷۷            | ۲۰ تیر ۱۳۷۸      | پرسپولیس تهران         | استقلال تهران     |               |                   |                   |        |
| ۱۳   | ۱۳۷۸−۷۹ | ۲۴ آذر ۱۳۷۸     | ۲۷ خرداد ۱۳۷۹    | استقلال تهران          | بهمن کرج          |               |                   |                   |        |
| ۱۴   | ۱۳۷۹−۸۰ | ۱۸ اسفند ۱۳۷۹   | ۲۴ تیر ۱۳۸۰      | فجرسپاسی شیراز         | ذوب آهن اصفهان    |               |                   |                   |        |
| ۱۵   | ۱۳۸۰−۸۱ | ۲۳ مهر ۱۳۸۰     | ۳۰ خرداد ۱۳۸۱    | استقلال تهران          | فجرسپاسی شیراز    |               |                   |                   |        |
| ۱۶   | ۱۳۸۱−۸۲ | ۲۳ مهر ۱۳۸۱     | ۱۹ تیر ۱۳۸۲      | ذوب‌آهن اصفهان          | فجرسپاسی شیراز    |               |                   |                   |        |
| ۱۷   | ۱۳۸۲−۸۳ | مرداد ۱۳۸۲      | ۱۷ تیر ۱۳۸۳      | سپاهان اصفهان          | استقلال تهران     |               |                   |                   |        |
| ۱۸   | ۱۳۸۳−۸۴ | ۱۴ فروردین ۱۳۸۴ | ۲۴ تیر ۱۳۸۴      | صبا باتری تهران        | ابومسلم خراسان    |               |                   |                   |        |
| ۱۹   | ۱۳۸۴−۸۵ | ۳ آذر ۱۳۸۴      | ۳۱ شهریور ۱۳۸۵   | سپاهان اصفهان          | پرسپولیس تهران    |               |                   |                   |        |
| ۲۰   | ۱۳۸۵−۸۶ | ۱۰ آذر ۱۳۸۵     | ۲۶ خرداد ۱۳۸۶    | سپاهان اصفهان          | صبای قم           |               |                   |                   |        |
| ۲۱   | ۱۳۸۶−۸۷ | ۲۳ مهر ۱۳۸۶     | ۲۷ خرداد ۱۳۸۷    | ۱۰۰                    | ۸                 | ۷۴            | استقلال تهران     | پگاه گیلان        |        |
| ۲۲   | ۱۳۸۷−۸۸ | ۱۸ مهر ۱۳۸۷     | ۱ خرداد ۱۳۸۸     | ۱۱۵                    | ۸                 | ۹۷            | ذوب‌آهن اصفهان     | راه‌آهن تهران      |        |
| ۲۳   | ۱۳۸۸−۸۹ | ۱۸ آبان ۱۳۸۸    | ۳ خرداد ۱۳۸۹     | ۱۱۵                    | ۸                 | ۱۱۵           | پرسپولیس تهران    | گسترش فولاد تبریز |        |
| ۲۴   | ۱۳۸۹−۹۰ | ۲۵ شهریور ۱۳۸۹  | ۲۰ خرداد ۱۳۹۰    | ۷۹                     | ۸                 | ۷۹            | پرسپولیس تهران    | ملوان بندرانزلی   |        |
| ۲۵   | ۱۳۹۰−۹۱ | ۲۱ شهریور ۱۳۹۰  | ۲۵ اسفند ۱۳۹۰    | ۱۰۰                    | ۸                 | ۹۹            | استقلال تهران     | شاهین بوشهر       |        |
| ۲۶   | ۱۳۹۱−۹۲ | ۲۳ آذر ۱۳۹۱     | ۱۵ اردیبهشت ۱۳۹۲ | ۳۲                     | ۵                 | ۳۱            | سپاهان اصفهان     | پرسپولیس تهران    |        |
| ۲۷   | ۱۳۹۲−۹۳ | ۱۳ شهریور ۱۳۹۲  | ۲۵ بهمن ۱۳۹۲     | ۱۰۳                    | ۹                 | ۷۸            | تراکتورسازی تبریز | مس کرمان          |        |
| ۲۸   | ۱۳۹۳−۹۴ | ۱۰ شهریور ۱۳۹۳  | ۱۱ خرداد ۱۳۹۴    | ۱۰۲                    | ۹                 | ۷۸            | ذوب‌آهن اصفهان     | نفت تهران         |        |
| ۲۹   | ۱۳۹۴−۹۵ | ۵ شهریور ۱۳۹۴   | ۹ خرداد ۱۳۹۵     | ۸۰                     | ۷                 | ۷۸            | ذوب‌آهن اصفهان     | استقلال تهران     |        |
| ۳۰   | ۱۳۹۵−۹۶ | ۲۲ شهریور ۱۳۹۵  | ۲ خرداد ۱۳۹۶     | ۹۴                     | ۷                 | ۵۲            | نفت تهران         | تراکتورسازی تبریز |        |
| ۳۱   | ۱۳۹۶−۹۷ | ۱۶ مرداد ۱۳۹۶   | ۱۳ اردیبهشت ۱۳۹۷ | ۶۲                     | ۷                 | ۵۷            | استقلال تهران     | خونه به خونه      |        |
| ۳۲   | ۱۳۹۷−۹۸ | ۲۴ مرداد ۱۳۹۷   | ۱۲ خرداد ۱۳۹۸    | ۶۲                     | ۸                 | ۵۶            | پرسپولیس تهران    | داماش گیلان       |        |
| ۳۳   | ۱۳۹۸−۹۹ | ۱ شهریور ۱۳۹۸   | ۱۳ شهریور ۱۳۹۹   | ۸۶                     | ۸                 | ۶۵            | تراکتور تبریز     | استقلال تهران     |        |
| ۳۴   | ۱۳۹۹−۰۰ | ۳۰ دی ۱۳۹۹      | ۱۷ مرداد ۱۴۰۰    | ۷۱                     | ۹                 | ۷۰            | فولاد خوزستان     | استقلال تهران     |        |
| ۳۵   | ۱۴۰۰−۰۱ | ۱۸ مهر ۱۴۰۰     | ۷ اردیبهشت ۱۴۰۱  | ۷۳                     | ۸                 | ۷۵            | نساجی مازندران    | آلومینیوم اراک    |        |
| ۳۶   | ۰۲–۱۴۰۱ | ۱۷ مهر ۱۴۰۱     | ۱۰ خرداد ۱۴۰۲    | ۸۸                     | ۸                 | ۶۴            | پرسپولیس تهران    | استقلال تهران     |        |
| ۳۷   | ۰۳–۱۴۰۲ | ۲۸ آبان ۱۴۰۲    | ۳۱ خرداد ۱۴۰۳    | ۸۶                     | ۸                 | ۶۸            | سپاهان اصفهان     | مس رفسنجان        |        |
| ۳۸   | ۰۴–۱۴۰۳ | ۲۸ آبان ۱۴۰۲    | ۸ خرداد ۱۴۰۴     | ۸۶                     | ۸                 | ۶۸            | استقلال تهران     | ملوان بندرانزلی   |        |

## برندگان و فینالیست‌ها

### قهرمانی‌ها بر پایه تیم‌ها
| #     | باشگاه           | قهرمانی | نایب قهرمانی | حضور در نیمه نهایی | قهرمانی‌ها                                                       | نایب قهرمانی‌ها                                       |
| ----- | ---------------- | ------- | ------------ | ------------------ | --------------------------------------------------------------- | ---------------------------------------------------- |
| ۱     | استقلال          | ۸       | ۷            | ۵                  | ۰۴–۱۴۰۳ ۱۳۹۶−۹۷ ۱۳۹۰−۹۱ ۱۳۸۶−۸۷ ۱۳۸۰−۸۱ ۱۳۷۸−۷۹ ۱۳۷۴−۷۵ ۵۷–۱۳۵۶ | ۰۲–۱۴۰۱ ۱۳۹۹−۰۰ ۱۳۹۸−۹۹ ۹۵–۱۳۹۴ ۸۳–۱۳۸۲ ۷۸–۱۳۷۷ ۱۳۶۹ |
| ۲     | پرسپولیس         | ۷       | ۲            | ۶                  | ۰۲–۱۴۰۱ ۱۳۹۷−۹۸ ۱۳۸۹−۹۰ ۱۳۸۸−۸۹ ۱۳۷۷−۷۸ ۱۳۷۰−۷۱ ۱۳۶۶            | ۱۳۹۱−۹۲ ۸۵–۱۳۸۴                                      |
| ۳     | سپاهان           | ۵       | ۰            | ۶                  | ۱۳۹۱−۹۲ ۱۳۸۵−۸۶ ۱۳۸۴−۸۵ ۱۳۸۲−۸۳ ۰۳–۱۴۰۲                         | −                                                    |
| ۴     | ذوب‌آهن           | ۴       | ۱            | ۴                  | ۱۳۹۴−۹۵ ۱۳۹۳−۹۴ ۱۳۸۷−۸۸ ۱۳۸۱−۸۲                                 | ۱۳۷۹−۸۰                                              |
| ۵     | ملوان            | ۳       | ۵            | ۳                  | ۱۳۶۹ ۱۳۶۵ ۱۳۵۵                                                  | ۰۴–۱۴۰۳ ۱۳۸۹−۹۰ ۷۱–۱۳۷۰ ۶۸–۱۳۶۷ ۱۳۶۶                 |
| ۶     | تراکتور          | ۲       | ۳            | ۱                  | ۱۳۹۸−۹۹ ۱۳۹۲−۹۳                                                 | ۱۳۹۵−۹۶ ۱۳۷۳ ۱۳۵۵                                    |
| ۷     | بهمن             | ۱       | ۲            | ۰                  | ۱۳۷۳                                                            | ۷۹–۱۳۷۸ ۷۶–۱۳۷۵                                      |
| ۷     | فجر سپاسی        | ۱       | ۲            | ۱                  | ۱۳۷۹−۸۰                                                         | ۸۲–۱۳۸۱ ۸۱–۱۳۸۰                                      |
| ۹     | برق شیراز        | ۱       | ۱            | ۲                  | ۱۳۷۵−۷۶                                                         | ۷۵–۱۳۷۴                                              |
| ۹     | صبای قم          | ۱       | ۱            | ۳                  | ۱۳۸۳−۸۴                                                         | ۱۳۸۵−۸۶                                              |
| ۹     | نفت تهران        | ۱       | ۱            | ۰                  | ۱۳۹۵−۹۶                                                         | ۱۳۹۳−۹۴                                              |
| ۱۲    | شاهین اهواز      | ۱       | ۰            | ۰                  | ۱۳۶۷−۶۸                                                         | −                                                    |
| ۱۲    | سایپا            | ۱       | ۰            | ۴                  | ۱۳۷۲                                                            | −                                                    |
| ۱۲    | فولاد خوزستان    | ۱       | ۰            | ۳                  | ۱۳۹۹−۰۰                                                         | −                                                    |
| ۱۲    | نساجی مازندران   | ۱       | ۰            | ۱                  | ۱۴۰۰−۰۱                                                         | −                                                    |
| ۱۶    | مس کرمان         | ۰       | ۱            | ۲                  | −                                                               | ۱۳۹۲−۹۳                                              |
| ۱۷    | داماش گیلان      | ۰       | ۱            | ۱                  | −                                                               | ۱۳۹۷−۹۸                                              |
| ۱۷    | آلومینیوم اراک   | ۰       | ۱            | ۱                  | −                                                               | ۰۱–۱۴۰۰                                              |
| ۱۹    | هما              | ۰       | ۱            | ۰                  | −                                                               | ۵۷–۱۳۵۶                                              |
| ۱۹    | خیبر خرم‌آباد     | ۰       | ۱            | ۰                  | −                                                               | ۱۳۶۵                                                 |
| ۱۹    | جنوب اهواز       | ۰       | ۱            | ۰                  | −                                                               | ۱۳۷۲                                                 |
| ۱۹    | ابومسلم          | ۰       | ۱            | ۰                  | −                                                               | ۱۳۸۳−۸۴                                              |
| ۱۹    | پگاه گیلان       | ۰       | ۱            | ۰                  | −                                                               | ۸۷–۱۳۸۶                                              |
| ۱۹    | راه‌آهن           | ۰       | ۱            | ۰                  | −                                                               | ۱۳۸۷−۸۸                                              |
| ۱۹    | گسترش فولاد      | ۰       | ۱            | ۰                  | −                                                               | ۱۳۸۸−۸۹                                              |
| ۱۹    | شاهین بوشهر      | ۰       | ۱            | ۰                  | −                                                               | ۱۳۹۰−۹۱                                              |
| ۱۹    | خونه به خونه     | ۰       | ۱            | ۰                  | −                                                               | ۱۳۹۶−۹۷                                              |
| ۱۹    | مس رفسنجان       | ۰       | ۱            | ۰                  | −                                                               | ۰۳–۱۴۰۲                                              |
| ۲۹    | پاس              | ۰       | ۰            | ۵                  | −                                                               | _                                                    |
| ۳۰    | استقلال اهواز    | ۰       | ۰            | ۳                  | −                                                               | _                                                    |
| ۳۰    | گل‌گهر سیرجان     | ۰       | ۰            | ۳                  | −                                                               | _                                                    |
| ۳۲    | پیکان            | ۰       | ۰            | ۲                  | −                                                               | _                                                    |
| ۳۲    | دارایی           | ۰       | ۰            | ۲                  | −                                                               | _                                                    |
| ۳۲    | صنعت نفت آبادان  | ۰       | ۰            | ۲                  | −                                                               | _                                                    |
| ۳۵    | ماشین‌سازی        | ۰       | ۰            | ۱                  | −                                                               | _                                                    |
| ۳۵    | تام اصفهان       | ۰       | ۰            | ۱                  | −                                                               | _                                                    |
| ۳۵    | پاس بوشهر        | ۰       | ۰            | ۱                  | −                                                               | _                                                    |
| ۳۵    | آرارات           | ۰       | ۰            | ۱                  | −                                                               | _                                                    |
| ۳۵    | بانک تجارت       | ۰       | ۰            | ۱                  | −                                                               | _                                                    |
| ۳۵    | هوادار           | ۰       | ۰            | ۱                  | −                                                               | _                                                    |
| ۳۵    | پدیده مشهد       | ۰       | ۰            | ۱                  | −                                                               | _                                                    |
| ۳۵    | استقلال خوزستان  | ۰       | ۰            | ۱                  | −                                                               | _                                                    |
| ۳۵    | خلیج فارس ماهشهر | ۰       | ۰            | ۱                  | −                                                               | _                                                    |
| ۳۵    | رستاخیز خرمشهر   | ۰       | ۰            | ۱                  | −                                                               | _                                                    |
| ۳۵    | نفت مسجدسلیمان   | ۰       | ۰            | ۱                  | −                                                               | _                                                    |
| ۳۵    | شهرداری یاسوج    | ۰       | ۰            | ۱                  | −                                                               | _                                                    |
| ۳۵    | فجر یاسوج        | ۰       | ۰            | ۱                  | −                                                               | _                                                    |
| ۳۵    | فجر خرم‌آباد      | ۰       | ۰            | ۱                  | −                                                               | _                                                    |
| ۳۵    | چوکا تالش        | ۰       | ۰            | ۱                  | −                                                               | _                                                    |
| ۳۵    | نوژن ساری        | ۰       | ۰            | ۱                  | −                                                               | _                                                    |
| مجموع | ۵۰ تیم           | ۳۸      | ۳۸           | ۷۶                 | −                                                               | _                                                    |

منبع: رده‌بندی جام حذفی ایران

### قهرمانی بر پایه شهر
| شهر        | قهرمانی‌ها | باشگاه‌ها                                                   |
| ---------- | --------- | ---------------------------------------------------------- |
| تهران      | ۱۸        | استقلال (۸)، پرسپولیس(۷)، صباباتری (۱)، نفت (۱)، سایپا (۱) |
| اصفهان     | ۹         | سپاهان (۵)، ذوب‌آهن (۴)                                     |
| بندر انزلی | ۳         | ملوان (۳)                                                  |
| اهواز      | ۲         | شاهین اهواز (۱)، فولاد خوزستان (۱)                         |
| شیراز      | ۲         | فجر سپاسی (۱)، برق شیراز (۱)                               |
| تبریز      | ۲         | تراکتور (۲)                                                |
| کرج        | ۱         | بهمن (۱)                                                   |
| قائم‌شهر    | ۱         | نساجی مازندران (۱)                                         |

### قهرمانی بر پایه استان
| استان          | قهرمانی‌ها | باشگاه‌ها                                                              |
| -------------- | --------- | --------------------------------------------------------------------- |
| تهران          | ۱۹        | استقلال (۸)، پرسپولیس (۷)، صباباتری (۱)، نفت (۱)، سایپا (۱)، بهمن (۱) |
| اصفهان         | ۹         | سپاهان (۵)، ذوب‌آهن (۴)                                                |
| گیلان          | ۳         | ملوان (۳)                                                             |
| فارس           | ۲         | فجر سپاسی (۱)، برق شیراز (۱)                                          |
| آذربایجان شرقی | ۲         | تراکتور (۲)                                                           |
| خوزستان        | ۲         | شاهین اهواز (۱)، فولاد خوزستان (۱)                                    |
| مازندران       | ۱         | نساجی مازندران (۱)                                                    |

- توضیح: پیش از تشکیل استان البرز در سال ۱۳۸۹، کرج یکی از شهرهای استان تهران بود؛ بنابراین تیم بهمن کرج نیز در زمان قهرمانی یکی از نمایندگان استان تهران بوده است.